# Alejandro Speitzer
Alejandro Speitzer (Culiacán, 21 gennaio 1995) è un attore messicano.

## Biografia
Ha iniziato la propria carriera come attore bambino all'età di 5 anni. Da allora è stato scelto da molti registi e direttori di casting per interpretare numerosi ruoli in varie serie televisive, distribuite principalmente nei Paesi dell'America Latina.
Nel 2000 ha recitato nella miniserie televisiva messicana Rayito de luz come personaggio ricorrente. Ha poi interpretato il ruolo di Juan "Rayito" de Luz nella telenovela giovanile Rayito de luz.  Ha recitato nella serie televisiva Aventuras en el tiempo nel 2001, interpretando il personaggio di Ernesto. Nel 2002, ha interpretato il ruolo di Nino nella serie La Familia P. Luche e, nello stesso anno, quello di Felipe nella serie Cómplices Al Rescate. Dal 2005 al 2012, è apparso in diverse serie televisive come Misión SOS, Mujer, Casos de la Vida Real, Bajo las riendas del amor, Atrévete a soñar, Esperanza del corazón, La rosa de Guadalupe e Amy, la niña de la mochila azul.
Tra gli anni dal 2013 al 2017, ha recitato in Mentir para Vivir, Como dice el dicho, El Dandy, Bajo el mismo cielo, El Chema, Guerra de Idolos, Me gusta, pero me asusta e Milagros de Navidad.
Nel 2018, ha recitato nelle serie televisive Señora Acero e Enemigo íntimo. Nel 2019, ha recitato nella telenovela La Regina del Sud e nel dramma poliziesco El club, dove ha interpretato il ruolo di coprotagonista con Minnie West e Jorge Caballero.
Nel 2020, ha recitato in due progetti di Netflix: la serie televisiva Oscuro desiderio (Oscuro deseo) e la miniserie Qualcuno deve morire (Alguien tiene que morir) diretta da Manolo Caro.

## Filmografia
Oscuro deseo  2022